# Raió
El raió és un tipus de fibra produïda artificialment a base de fibra i polímers de cel·lulosa regenerats. També és coneguda pel nom de viscosa.

La cel·lulosa és tractada amb una base i disulfur de carboni per produir viscosa.

## Història

### Nitrocel·lulosa
El fet que la nitrocel·lulosa sigui soluble en solvents orgànics com l'èter i l'acetona, va fer possible que Georges Audemars desenvolupés la primera "seda artificial" vers l'any 1855, encara que el seu mètode no tingués aplicabilitat comercial. El comte Hilari de Charbonnet va patentar el que va anomenar "seda Chardonnay" l'any 1884, de la qual la producció comercial s'inicià el 1891. Era un producte molt inflamable i més car que el raió d'acetat o cupramoni, per la qual cosa el seu interés era moderat i de fet caigué en desús després de la Primera Guerra Mundial.